# 加夫列尔·加西亚·马尔克斯广场
加夫列尔·加西亚·马尔克斯广场（Place Gabriel-García-Márquez）是巴黎第七区的一个三角形广场，位于巴克路（rue du Bac）与rue de Montalembert交汇处。

## 交通
加夫列尔·加西亚·马尔克斯广场附近的地铁站是渡船路站（12号线）。

## 名称
加夫列尔·加西亚·马尔克斯广场得名于作家 加夫列尔·加西亚·马尔克斯 (1927-2014)。

## 历史
加夫列尔·加西亚·马尔克斯广场命名于2016年5月。.

## 建筑
- 皇家桥酒店